# 荒勝文策
荒勝 文策（あらかつ ぶんさく、1890年3月25日 - 1973年6月25日）は、日本の物理学者。専門は原子核物理学。京都大学名誉教授。理化学研究所の仁科芳雄、大阪帝国大学の菊池正士と共に、日本を代表する原子核物理学者であった。戦時下には大日本帝国海軍のF研究の主要人物として日本の原子爆弾開発に関わった。紫綬褒章、従三位勲二等旭日重光章受章。兵庫県印南郡的形村（現姫路市的形町）出身。

## 来歴・人物

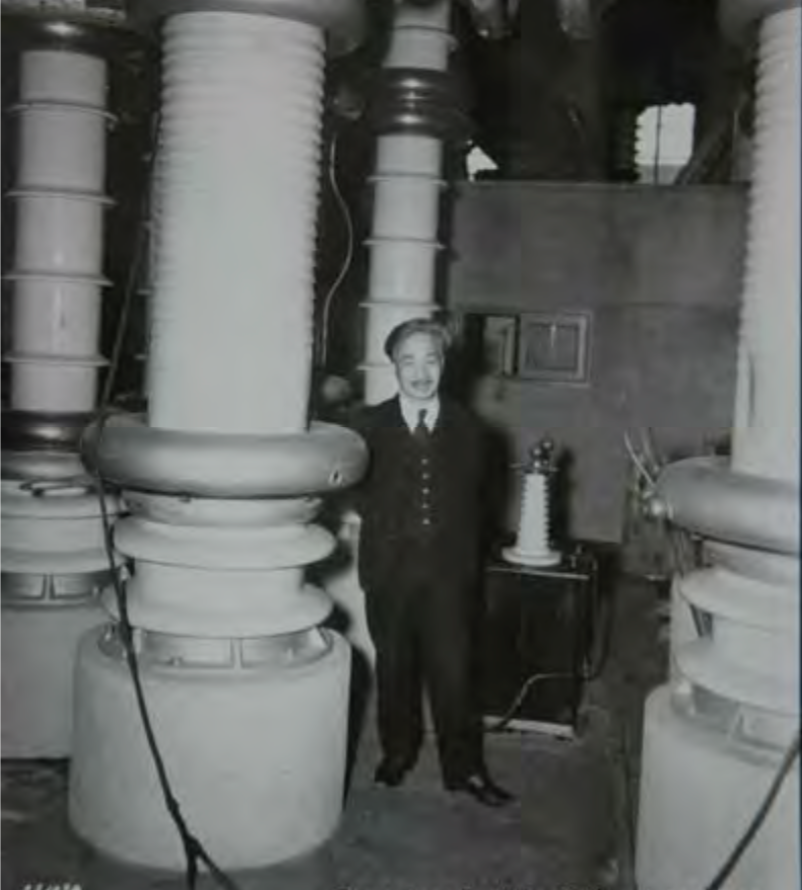
荒勝文策と京都帝国大学のコッククロフト・ウォルトン型加速器

御影師範学校（神戸大学国際人間科学部の前身）を経て東京高等師範学校を卒業し、いったん佐賀県で教職に就いたのちに京都帝国大学理科大学物理学科に入学。1918年に卒業した後はそのまま講師・助教授を務め、1926年に台北帝国大学教授に内定。台北帝大開学までの2年間はヨーロッパに留学し、ベルリン・チューリヒでアインシュタインやボーテの薫陶を受けた後、イギリス・ケンブリッジ大学のキャヴェンディッシュ研究所に在籍、ラザフォードに師事。帰国後、1928年、台北帝国大学教授を経て、1936年、京都帝国大学教授となる。その間、1928年に京都大学より理学博士の学位を取得、学位論文の題は「Self reversal lines of lead in explosion spectrum and the series relations in them（鉛の爆發スペクトルに於ける線の反轉）」。 
台北帝国大学教授時代の1933年には、アジアで初めてコッククロフト・ウォルトン型加速器を作り、原子核人工変換の実験を成功させた。建設費の大半が製糖会社への湿潤地改良コンサルタント料から支払われた。1939年には、ウランの核分裂によって新たに生じる中性子の数をカウントして、ほぼ正確な数字2.6（2009年現在では2.5とされる）を得た。ウランの原子核分裂は当時の物理学で最先端の分野で、世界中の研究者が同様の実験をしていたが、この数字は現代の目から見ると最も優れたものであった。また、世界に先駆けてウラニウムやトリウムの光核分裂に関する研究を行った。
1941年5月、日本海軍より原子核分裂の技術を用いた爆弾の開発を依頼された。時期としては、アメリカの原爆開発開始と比べても決して遅れたものではなかった。この計画には湯川秀樹らも加わっていた。一方で、日本陸軍は理研の仁科芳雄に原爆の開発を依頼し、「海軍-京大」「陸軍-理研」という2つの研究開発が別々に並行して進められた。しかし、工業力や人的資源の面でアメリカに劣る日本において、これらの計画が成功する見込みはもともと薄く、実際、基礎段階で打ち切られるに至った（詳細は日本の原子爆弾開発を参照）。
広島に原爆が投下された後の8月10日、彼は広島入りしている。当日、大本営が現地で開いた会議に仁科芳雄らとともに出席し、会議で新型爆弾は原爆と結論づけられた。同日夜に広島を出て京都に戻り、12日に持ち帰った土壌サンプルからベータ線を測定した。8月13日に再び広島でベータ線の特性を調査し、8月15日には、土壌の強い放射能などのデータから、広島の被害は原子爆弾によるものであるという報告を海軍に提出した（「広島被爆地土壌等調査結果及ビ判定ノ概要」）。この報告には、「核分裂ヲオコセル『ウラニウム』ハ約1kg」という分析結果があり、ほぼ正確に実態をつきとめていた。科学的な裏付けに基づいて、原爆投下を受けたという確信を日本側が持ったのは、このときが初めてであった。荒勝が広島から持ち帰った土壌サンプルが遺品に含まれて保管されていたことが、2015年6月に報道された。
なお、当時助教授だった木村毅一によると、広島から京都に戻る際、荒勝は京都に3発目の原爆が投下されるという噂（実際に米軍は京都への投下構想を当初より抱いていた）に接して「原子物理学者としてこれは千載一遇の好機だ。急いで比叡山の頂上に観測所を造って、原爆投下から爆発の状況など、あらゆる角度から、写真や計器を使って徹底的に観測してやろう」と述べたという。
戦後、GHQの指示により、京都帝大荒勝研究室の所有するサイクロトロンは解体され、琵琶湖に投棄された。同様に理研・大阪帝大の所有するサイクロトロンも廃棄されたため、日本の原子核物理学の実験的研究は大きく遅れることとなった。荒勝がそれまでの研究を記したノートや研究室の資料もGHQによって接収され、ウラン・重水などの提出も求められている。荒勝が残した日誌によると、1945年11月20日に進駐軍の将校が来訪して研究装置の破壊を命じ、荒勝が「全く純学術研究施設にして原子爆弾製造には無関係のものなり」と抗議してもGHQの命令として受け入れず、進駐軍によって破壊された。
研究の手段を奪われた彼は1950年に定年で京都大学を退官し、甲南大学の初代学長職に就任した。研究室の後任の教授には木村毅一が就任した。また、湯川秀樹のノーベル物理学賞受賞を記念して京都大学に基礎物理学研究所設立を行なった中心人物の一人でもあった。
1961年紫綬褒章受章。1965年叙勲三等授旭日中綬章。1973年叙従三位、叙勲二等授旭日重光章。
長男の荒勝巌は水産庁長官を務めた。また、堀場製作所の創業者である堀場雅夫は京都帝大で荒勝の研究室に所属し、サイクロトロン実験用の計数器の制作に携わったという。